# Anthony-Zwergbeutelratte
Die Anthony-Zwergbeutelratte (Marmosa perplexa) ist ein Säugetier aus der Familie der Beutelratten (Didelphidae), das im südwestlichen Ecuador (Provinzen Loja und El Oro) und im nordwestlichen Peru (Regionen Cajamarca, Tumbes) verbreitet ist.

## Merkmale
Die Beutelrattenart erreicht eine Kopf-Rumpf-Länge von 11,5 bis 15 cm, eine Schwanzlänge von 17,8 bis 20,4 cm sowie ein Gewicht von 35 bis 43 g. Der Schwanz hat eine Länge von 135 % bis 168 % der Kopf-Rumpf-Länge. Die Hinterfußlänge liegt bei 22 bis 25 mm, die Länge der Ohren beträgt 21 bis 25 mm. Das Fell ist auf dem Rücken und an den Körperseiten matt dunkelbraun. Die Haare auf der Mitte des Rückens sind 11 bis 13 mm lang. Das Bauchfell ist grau. Die Oberseite der Hinterfüße sind mit kurzen hellen Haaren bedeckt, bei einigen Exemplaren sind sie jedoch dunkel. Die ersten 2 cm des Schwanzes sind mit etwa 5 bis 6 mm langen Haaren bedeckt, der Rest ist haarlos. Der unbehaarte Bereich des Schwanzes ist dunkel. Von oben gesehen ist der Schädel der Anthony-Zwergbeutelratte sehr schmal.
Äußerlich ist die Anthony-Zwergbeutelratte nicht von der Kleinen Wolligen Zwergbeutelratte (Marmosa phaea) zu unterscheiden. Die zwei Arten sind jedoch nicht unmittelbar miteinander verwandt und unterscheiden sich sowohl genetisch (11 % Divergenz in den Cytochrom-b-Sequenzen) als auch hinsichtlich der Schädelmorphologie.

## Lebensraum
Im Südwesten Ecuadors und im Nordwesten Perus bildet die Vegetation ein komplexes Mosaik von immergrünen Wäldern, teilweise laubabwerfenden Wäldern, Trockenwäldern und aridem Buschland. Die in einem schmalen Streifen an den Vorbergen der Anden vorkommenden feuchten Wälder werden von den vom Humboldtstrom aufsteigenden Nebeln mit Feuchtigkeit versorgt. Andere Säugetierarten, die in den feuchten Wäldern vorkommen, sind der Mantelbrüllaffe (Alouatta palliata), der Ecuador-Kapuzineraffe (Cebus aequatorialis), der Wickelbär (Potos flavus), die Reisratte Transandinomys talamancae, die Gelbe Schildreisratte (Aegialomys xanthaeolus) und die Dunkelreisratte (Melanomys caliginosus). Die Vegetation in den Feuchtwäldern besteht u. a. aus Feigenbäumen, kleinen Baumfarnen und Bambus (Chusquea).

## Gefährdung
Die immergrünen und laubabwerfenden Wälder des Südwestens Ecuadors und des Nordwestens Perus gehören zu den am stärksten gefährdeten Lebensräumen in der westlichen Hemisphäre. Wie andere dort endemischen Arten ist Marmosa perplexa deshalb stark gefährdet. Teile des Lebensraum der Anthony-Zwergbeutelratte sind jedoch geschützt, z. B. der Nationalpark Cerros de Amotape in Peru und die Reserva Ecológica Arenillas in Ecuador.

## Belege
1. 1 2 3 4  Robert S. Voss und Thomas C. Giarla: A Revision of the Didelphid Marsupial Genus Marmosa Part 3. A New Species from Western Amazonia, with Redescriptions of M. perplexa Anthony, 1922, and M. germana Thomas, 1904. American Museum Novitates, 2021(3969):1-28 (2021). doi: 10.1206/3969.1 S. 12–17.